# Esther Scliar
Esther Scliar (Porto Alegre, 28 de setembro de 1926 — Rio de Janeiro, 18 de março de 1978) foi uma compositora, musicóloga, maestrina, professora de música e pianista brasileira.

## Biografia
Esther Scliar era filha de Isaac Scliar e Rosa Scliar. Passou os primeiros anos de vida em Rivera, no Uruguai, mas estudou em Santana do Livramento em virtude da deportação da mãe, em 1930, por motivos políticos. No ano seguinte, sua mãe abandonou a família. Esther, então com cinco anos de idade, jamais se recuperou dessa perda. Devido à separação, a família Scliar mudou-se em 1932 para Passo Fundo,  lá permanecendo até 1938. Esther e sua irmã Leonor foram entregues aos cuidados de tios, Jayme Kruter e Rosa Scliar Kruter, irmã de seu pai. Na casa dos Kruter, cultiva-se muito a música e Esther Scliar manifestou prematuramente o talento musical entoando linhas melódicas antes mesmo das palavras. Em 1934, iniciou o estudo do piano com Eva (então Kruter) Kotlhar, em Passo Fundo, prosseguindo-o com Judith Pacheco. Frequentou o Colégio Notre Dame.
Após novo casamento do pai, os Scliar se transferiram em 1938 para Porto Alegre. Nessa cidade, e principalmente na casa do tio Henrique Scliar, Esther e a irmã se desenvolveram. Importante também foi o momento histórico vivido pelo país nas lutas contra o nazifascismo e, em seguida, pela constituinte após a ditadura Getúlio Vargas. A partir de 1939, cursou o ensino secundário no Colégio Americano e Esther se destacou como melhor aluna, principalmente nas atividades culturais e extracurriculares em que frequentemente se apresentava ao piano. Do novo casamento do pai nasceu a meia-irmã Lúbia, com quem Esther e Leonor não desenvolveram muitas afinidades de valores. Em 1941, formou-se no ginásio, tendo como paraninfo o escritor Érico Veríssimo.
O cultivo da música, como interesse maior, continuou com os estudos no curso superior de música do Instituto de Belas Artes de Porto Alegre (atual Instituto de Artes da Universidade Federal do Rio Grande do Sul) onde foi aluna, dentre outros mestres, de Paulo Guedes, Enio de Freitas e Castro e Demóstenes Xavier. Em 1945 diplomou-se, com láurea, em piano. Nos anos de estudo, com um grupo de músicos, entre eles Bruno Kiefer, Lea Roland e Riva Milmann, frequentou assiduamente os concertos do Theatro São Pedro. Em 1946, ingressou no curso de composição do mesmo instituto, e passou a lecionar piano.
Em busca de centros mais desenvolvidos, Esther se deslocou para o Rio de Janeiro em 1948, a fim de estudar contraponto, harmonia e composição com Hans-Joachim Koellreutter, que exerceu decisiva influência em sua formação. Por orientação de Koellreutter, Esther viajou para Veneza como bolsista do Corso Internazionale di Direzione — isto é, regência —, do XI Festival Internazionale di Musica Contemporanea, ministrado por Hermann Scherchen. Foi com um grupo de jovens músicas, entre os quais Eunice Katunda, Geny Marcondes e Sonia Born, que se tornaram amigas de Luigi Nono. Como prova final, regeu Ma Mère l’Oye, de Maurice Ravel.
Frequentou o I Curso Internacional de Composição Dodecafônica, ministrado por Koellreutter, em Milão, promovido pelo II Diapason, Centro Internazionale di Musica Contemporanea. Em dezembro, participou do Congresso de Música Dodecafônica em Locarno, na Suíça.
No ano seguinte, de volta ao Rio de Janeiro, prosseguiu o curso de composição com Koellreutter e, em São Paulo teve, até 1950, aulas de piano com Eunice Katunda e José Kliass. Em 1950 participou do 1º Curso de Férias de Teresópolis, como aluna de composição e assistente de Koellreutter, no curso de Percepção. Compôs Ao sair da Lua para três vozes.
Com um estado emocional fragilizado, em profunda tristeza e melancolia, vivendo um momento de grande angústia pela incerteza do futuro diante da impossibilidade de seguir a carreira de concertista, Esther cometeu sua primeira tentativa de suicídio. Submeteu-se a um tratamento de sonoterapia em Porto Alegre.
Em 1951, passou a residir em Porto Alegre com sua irmã, Leonor Scliar, permanecendo na cidade até 1956. Ministrou aulas particulares de piano, teoria e harmonia. Foi pianista da Orquestra Sinfônica de Porto Alegre, sob a regência de Pablo Komlós. Desenvolve trabalho como pianista e professora de formação musical dos bailarinos na classe da coreógrafa Tony Seitz Pethzold, além de ser convidada como pianista de vários artistas em tournée na cidade de Porto Alegre.
Esther era militante ativa filiada à Juventude Comunista do Partido Comunista Brasileiro. Entre os meses de julho e outubro, permaneceu na Europa, participando do Congresso Mundial da Juventude pela Paz.
Fundou e torna-se a primeira regente do Coro da Associação Juvenil Musical de Porto Alegre, em 1952, que mais tarde, com Madeleine Ruffier, se transformou no Coral de Câmara da Faculdade de Filosofia da Universidade Federal do Rio Grande do Sul. Compõe A pedrinha vai para coro a quatro vozes.
Em Montevidéu, nos meses de verão, Esther estudou técnica de regência coral com Nilda Müller. Foi acometida de tuberculose. Nessa época iniciou seus primeiros trabalhos em composição. Ao mesmo tempo, desenvolveu intensa atividade didática, dificilmente superada por outros mestres, segundo depoimento de seus alunos. Foi pianista da celebrada soprano Vera Janacópulos.
Compôs, em 1953, Vira a Moenda e Dorme-Dorme, ambas para coro aquatro vozes, apresentadas pelo Coro de Câmara da Associação Juvenil Musical de Porto Alegre em 11 de junho de 1953, sob a regência de Esther Scliar, no 2º Festival da Juventude Farroupilha. São desse mesmo ano Beira Mar (sobre um ponto de macumba), Maracatu' Elefante, (sobre uma melodia de Capiba), Papagaio louro, Flor da noite, Acalanto, Oração à manhã e Por sete mares (as cinco com versos de Geny Marcondes), Bumba meu boi, Uma, duas angolinhas, Romeiro de São Francisco, Si quizieras que cantemos, La Virgen de las Mercedes, Toada de Nanã e a série No Parque, para coro infantil.
Esther voltou à Europa no mês de julho, permanecendo até outubro. Em Praga apresentou, sob sua regência, o Coro de Câmara da Associação Juvenil Musical de Porto Alegre.
Compôs em 1954 A Esquila, para voz e piano, com poesia de Laci Osório; Novos Cantares, com poesia de García Lorca; 1ª Modinha, com poesia de Langston Hughes; 2ª Modinha, com poesia de Juan Ramón Jiménez; Eu plantei a cana; João Pestana; Boiadeiro e Duas Toadas, para piano solo (obras não localizadas).
Participou, em agosto de 1955, do Festival de Compositores Gaúchos com obras suas para piano solo, coro e para voz e piano.
Esther retornou ao Rio de Janeiro em 1956, onde se radicou definitivamente. Desse ano até 1958, ficou sob orientação de Claudio Santoro, ao mesmo tempo em que se dedicou ao ensino de teoria musical, percepção e análise. Compôs Eu Fui Chamado pra Cantar no Limoeiro, sobre um tema folclórico, para quatro vozes e quinteto de cordas com piano.
Escreveu em 1957 Cantiga do Cacau para quatro vozes, sobre um motivo de plantadores. A convite de Geny Marcondes, Esther lecionou na Escola da Associação dos Servidores Públicos do Rio de Janeiro até 1958, período em que escreveu várias peças e operetas para coro infantil. Trabalhou como pianista acompanhadora do Coral Pró Música do Rio de Janeiro até 1959.
Esther compôs a abertura e fez a orquestração da música de Geny Marcondes para a peça Guerras do Alecrim e da Manjerona, de Antônio José da Silva ("O Judeu"), dirigida por Gianni Ratto para o Teatro República do Rio de Janeiro.
Em 1960 concluiu, com láurea, o Conservatório Nacional de canto orfeônico, no Rio de Janeiro. Teve aulas de composição com Edino Krieger. Compôs a Sonata para Flauta e Piano. Fez a orquestração de A Marcha dos Deputados (música de Geny Marcondes), para Revolução na América do Sul, documentário de Augusto Boal, para o Teatro de Arena de São Paulo, sob direção de José Renato.
Compôs em 1961 a Sonata para Piano e recebeu, com essa obra, o 1º Prêmio no Concurso Nacional de Composição do programa Música e Músicos do Brasil, promovido pela Rádio MEC.
Em 1962, Esther fez a direção musical do espetáculo Quatro Séculos de Maus Costumes, dirigida por Paulo Afonso Grisolli, e compôs a música de cena para as duas peças teatrais que formaram o espetáculo:  Auto da Barca do Inferno, de Gil Vicente, e Uma Mulher de Gravata, de Leonardo Fróes. O programa do espetáculo apresentou as palavras do diretor: "De todas as valiosas contribuições que recebemos neste espetáculo, é preciso ressaltar a de Esther Scliar, que compôs a música de Quatro Séculos de Maus Costumes."
Esther Scliar continuou seus trabalhos de composição sob a orientação do compositor Claudio Santoro e integrou, até 1968, o coro da Rádio MEC. Compôs O Menino Ruivo, para coro misto a capella, com poesia de Reynaldo Jardim, e Desenho Leve, para quatro vozes, com poesia de Cecília Meireles.
Lecionou teoria musical, percepção, análise, morfologia e didática do ensino musical nos seminários de música Pró Arte do Rio de Janeiro, onde passou a ser coordenadora das matérias teóricas, atividade que desenvolveu até 1976.
Em 1963, Esther escreveu a partitura e fez a direção musical da peça teatral As famosas Asturianas, de Augusto Boal, com direção de Yan Michalski. Sua atividade didática se desdobrou nos cursos de férias da Pró Arte, em Teresópolis, e repetiu-se nos anos de 1964, 1966 e 1968.
Em 1964 compôs Canto Menor com Final Heróico, para coro a quatro vozes, com versos de Reynaldo Jardim.
Em 1965 compôs Lua, Lua, Lua, com versos de Lucia Candall, Pachamana (sobre motivo inca) e Para Peneirar, as três para coro a quatro vozes, e Entre o Ser e as Coisas, para voz e piano, com poesia de Carlos Drummond de Andrade.
Em 1966, Esther escreveu a música do filme A Derrota, de Mário Fiorani e recebeu, pela trilha sonora, o prêmio de melhor música na II Semana do Cinema Brasileiro, em Brasília. Escreveu o Movimento de Quarteto, para quarteto de cordas.
Em 1967 lecionou no Festival de Música de Ouro Preto e em cursos intensivos em Brasília. Foi presidente da banca examinadora da prova para professores de música do ensino médio em Brasília. Foi contratada para dar aulas de teoria e análise musical no Instituto Villa-Lobos (atual UNI-RIO).
Em 1968 participou como jurada do Concurso Universitário da Canção, no Rio de Janeiro. Nesse ano, Esther sofreu um derrame, e apesar de não apresentar sequelas, por efeito de sensações subjetivas e uma preocupação obsessiva com o próprio estado de saúde, desenvolveu uma séria hipocondria. Claudio Santoro assumiu então suas classes de percepção musical e análise durante o segundo semestre nos Seminários de Música Pró-Arte. Após a decretação do AI-5, com outros professores, Esther foi demitida do Instituto Villa-Lobos, em dezembro daquele ano.
Em 1969 foi membro do júri do Concurso Estadual de Composição em Salvador, na Bahia.
Em 1971 compôs Busca da Identidade entre o Homem e o Rio, para coro a quatro vozes, com poesia de José Carlos Capinam.
Em 1973 fez parte do júri do Concurso para Jovens Instrumentistas, promovido pela SABRARTE, no Rio de Janeiro. Compôs Sentimiento del Tempo, para coro misto a seis vozes, com poesia de Giuseppe Ungaretti, e Trilha para curta-metragem (obra não localizada).
Em 1974 fez parte do júri do Concurso Nacional de Corais, promovido pelo Jornal do Brasil, no Rio de Janeiro. Frequentou aulas do compositor Guerra Peixe. Compôs Ofulú Lorerê ê (sobre canto de Oxalá), para coro a quatro vozes, peça finalista do 1º Concurso Nacional de Composições e Arranjos Corais, em Belo Horizonte.
Em 1975 morreu de seu pai, Isaac Scliar, a quem Esther era muito ligada. Foi convidada por Aylton Escobar para integrar o corpo docente da Escola de Música Villa-Lobos.
Em 1976 compôs a Imbricata, para flauta, oboé e piano; o Estudo nº 1 para violão; Praia do Fim do Mundo, com poesia de Cecília Meireles, e Toada de Gabinete (sobre motivo dos violeiros da Paraíba), ambas para coro a três vozes iguais, compostas sob encomenda da Rádio Jornal do Brasil e Jornal do Brasil, para o V Concurso de Corais, no Rio de Janeiro.
Em 1977 compôs Intermorfose, obra apresentada no I Primeiro Panorama de Música Brasileira. Participoua da II Bienal de Música Brasileira Contemporânea, no Rio de Janeiro.
Em janeiro de 1978, Esther ministrou aulas no 7º Curso Latino-Americano de Música Contemporânea, em São João del-Rei, em Minas Gerais. Compôs Invenção a Duas Vozes, para sax alto e soprano (obra inacabada). No dia 18 de março, no Rio de Janeiro, Esther Scliar, aos 51 anos, cometeu suicídio.

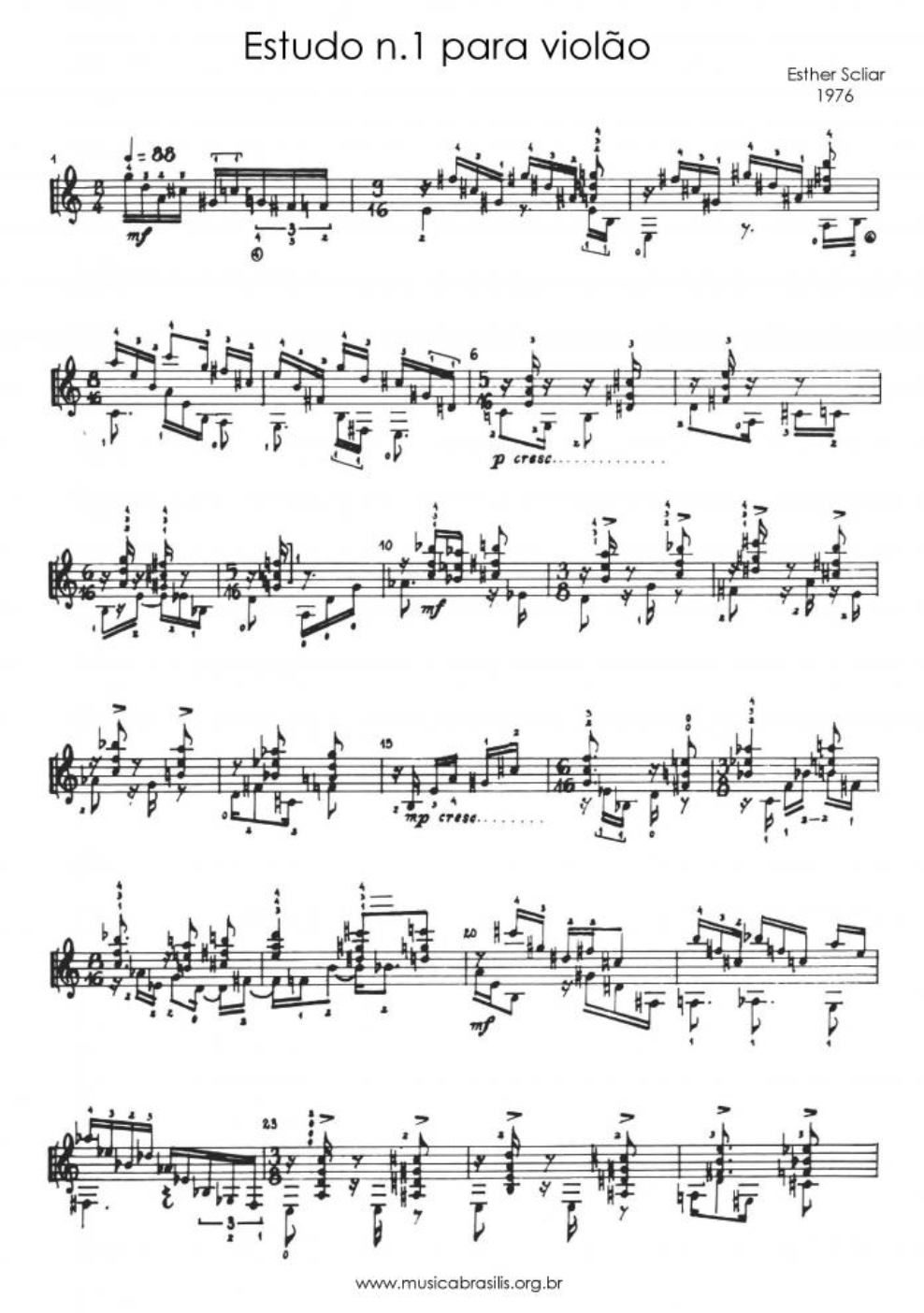
Estudo n.1 para violão - Esther Scliar. Partitura completa disponível no Portal Musica Brasilis.

Sem publicações em vida, Esther deixou um grande material a ser publicada, já tendo três livros póstumos lançados. Soube encaminhar gerações de artistas para um estudo sério, crítico, das diversas fases da música, especialmente na área da música contemporânea, disse o compositor Conrado Silva sobre Esther Scliar.

## Educadora musical
Através de relatos de alunos e de suas escritas postumamente publicadas a respeito de seus métodos de ensino, pode-se dizer que sua formação foi de grande importância para sua construção como professora. Segundo relatos de alunos, Esther tinha uma método rígido, voltado para pessoas já musicalizadas, não indicado para crianças, e com foco em análise e composição.
Seu método era baseado em três enfoques:
- Do ritmo - pulsação, leitura rítmica, diferentes divisões, primeiramente em 2, logo, em 4 e 8, começando pela figura mínima, pelo fato de que a maioria dos professores começavam pela semínima. Seus ditados, sempre cantados, a fim de ter uma noção maior da aprendizagem dos alunos, om exercícios elaborados por ela. O enfoque 'do ritmo' está ligado diretamente ao 'do som'.
- Do som - intervalos sem altura definida, evitando a utilização de piano, sendo comum o uso do diapasão, assim ressaltando a enfase na voz.
- Do teórico - ponto que era explorado quando o aluno já havia vivenciado no quesito; mesmo assim, acompanhavam os exercícios práticos.[2]

Esther, buscava, com suas aulas, fazer uma ligação com a vivência composicional à experiência interpretativa do aluno, a fim de compreender sua construção a partir da percepção dos alunos.

## Obra

### Composições
1950
- Ao sair da Lua (peça para coro a 3 vozes)

1952
- A pedrinha vai (peça para coro a 4 vozes)

1953
- Vira a moenda (peça para coro a 4 vozes)
- Dorme-dorme (peça para coro a 4 vozes)
- Beira mar (sobre um ponto de macumba)
- Maracatu elefante (sobre uma melodia de Capiba)
- Papagaio louro (versos de Geny Marcondes)
- Flor da noite (versos de Geny Marcondes)
- Acalanto (versos de Geny Marcondes)
- Oração à manhã (versos de Geny Marcondes)
- Por sete mares (versos de Geny Marcondes)
- Bumba meu boi
- Uma, duas angolinhas
- Romeiro de São Francisco
- Si quizieras que cantemos
- La Virgen de las Mercedes
- Toada de Nanã
- No parque (série para coro infantil)

1954
- A esquila (para voz e piano - poesia de Laci Osório)
- Novos cantares (com poesia de García Lorca)
- 1ª modinha (com poesia de Langston Hughes)
- 2ª modinha (com poesia de Juan Ramón Jiménez)
- Eu plantei a cana
- João Pestana
- Boiadeiro
- Duas toadas para piano solo

1956
- Eu fui chamado pra cantar no limoeiro (peça sobre um tema folclórico, para 4 vozes e quinteto de cordas com piano)

1957
- Cantiga do cacau (peça para coro a 4 vozes, sobre um motivo de plantadores)
- Abertura

1960
- Sonata para flauta e piano
- Orquestração de A marcha dos deputados (música de Geny Marcondes, para Revolução na América do Sul, documentário de Augusto Boal)

1961
- Sonata para piano

1962
- Direção musical do espetáculo Quatro Séculos de Maus Costumes, dirigida por Paulo Afonso Grisolli
- O menino ruivo (peça para coro misto a capella, com poesia de Reynaldo Jardim)
- Desenho leve (peça  para  coro a 4 vozes, com poesia de Cecília Meireles)

1963
- Escreve a partitura e faz a direção musical da peça teatral As famosas Asturianas, de Augusto Boal, com direção de Yan Michalski.

1964
- Canto menor com final heroico (para coro a 4 vozes, com versos de Reynaldo Jardim)

1965
- Lua, lua, lua (com versos de Lucia Candall, para coro a 4 vozes)
- Pachamana (sobre motivo inca, para coro a 4 vozes)
- Para peneirar (para coro a 4 vozes )
- Entre o ser e as coisas (para voz e piano, com poesia de Carlos Drummond de Andrade); 1966

1966
- Escreve a música do filme A Derrota, de Mário Fiorani
- Movimento de quarteto (para quarteto de cordas)

1971
- Busca da identidade entre o homem e o rio (para coro a 4 vozes, com poesia de José Carlos Capinam)

1973
- Sentimiento del tempo (para coro misto a 6 vozes, com poesia de Giuseppe Ungaretti)
- Trilha para curta-metragem

1974
- Ofulú Lorerê ê (sobre canto de Oxalá, para coro a 4 vozes)

1976
- Imbricata (para flauta, oboé e piano)
- Estudo nº 1 para violão
- Praia do fim do mundo (com poesia de Cecília Meireles, para coro a 3 vozes)
- Toada de gabinete (sobre motivo dos violeiros da Paraíba, para coro a 3 vozes iguais)

1977
- Intermorfose

1978
- Invenção a duas vozes (para sax alto e soprano - obra inacabada)

### Livros
- Fraseologia musical - publicação póstuma (1982) - Ed. Movimento
- Elementos de teoria musical - publicação póstuma (1985) - Ed. Novas Metas
- Análise de Density 21,5 de Varèse -  publicação póstuma (1985) - Ed. Athanor
- Solfejos gradativos - Ed. Goldberg

Esther Scliar também escreveu obras sobre forma musical, didática para o ensino da música (proposta original) e monumentais análises compreendendo desde a arte da fuga de Bach até a música contemporânea, as quais ainda não foram publicadas.

## Alunos
Entre aos alunos de Esther que se destacaram no meio artístico estiveram os músicos Milton Nascimento, Paulinho da Viola, Paulo Moura, Luiz Eça, Hélcio Milito, Egberto Gismonti, Antonio Jardim. Vânia Dantas Leite, Nestor de Hollanda Cavalcanti. Paulo Dorfman, Ronaldo Miranda, Flávio de Oliveira e Marco Antônio Araújo, guitarrista que morreu de aneurisma cerebral precocemente aos 36 anos e dedicou a ela uma de suas obras.